# حارة الشغيلة (كريتر)
حارة الشغيلة هي إحدى حارات حي 2 مارس الواقع بمديرية كريتر التابعة لمحافظة عدن، بلغ تعداد سكانها 5025 نسمة حسب تعداد اليمن لعام 2004.